# Sacha Reichelt
Sacha Reichelt (* 12. Februar 1980 in Euskirchen) ist ein deutscher Kommunalpolitiker. Er ist hauptamtlicher Bürgermeister (CDU, bis Februar 2025 parteilos) von Euskirchen. 
Reichelt wuchs in Euskirchen auf und machte 1999 an der Marienschule sein Abitur. Er studierte Rechtswissenschaften an der Rheinischen Friedrich-Wilhelms-Universität in Bonn. 2008 konnte er sein Zweites Staatsexamen erlangen. Nach Arbeit als Rechtsanwalt in einer Kanzlei in Köln arbeitete er ab 2010 im Zollkriminalamt in Köln-Dellbrück und ab 2014 in der Zollabteilung des Bundesministeriums der Finanzen. 2017 wechselte er in die Stadtverwaltung Euskirchen als Leiter des Fachbereichs Recht und Ordnung.
Am 27. September 2020 wurde er zum Bürgermeister von Euskirchen gewählt und trat zum 1. November 2020 sein Amt an. Der damals Parteilose setze sich als Kandidat der SPD in der Stichwahl mit 53 % der Stimmen gegen den CDU-Kandidaten durch. Im Januar 2025 gab Reichelt bekannt, der CDU beizutreten und für diese bei der Bürgermeisterwahl im September des Jahres anzutreten.